# Marcus Douthit
Marcus Eugene Douthit (Siracusa, Nueva York, 15 de abril de 1980) es un exjugador de baloncesto estadounidense nacionalizado filipino. Con 2,11 metros de estatura, jugaba en la posición de pívot.

## Trayectoria deportiva

### Universidad
Jugó cuatro temporadas con los Providence del Providence College, en las que promedió 5,9 puntos, 4,6 rebotes, 1,5 asistencias y 2,4 tapones por partido. En su última temporada acabó como el tercer mejor taponador de la Big East Conference y el séptimo mejor de todo el país, tras promediar 3,17 tapones por encuentro. Acabó además como el segundo máximo taponador de la historia de los Friars con 295.

### Profesional
Fue elegido en la quincuagésimo sexta posición del Draft de la NBA de 2004 por Los Angeles Lakers, con los que llegó a firmar contrato, pero fue finalmente cortado antes del comienzo de la competición.
Jugó una temporada en la liga belga, regresando a su país en 2005 para fichar por los Albuquerque Thunderbirds, con los que en su primera temporada lograrían el campeonato, derrotando en la final a los Fort Worth Flyers. Douthit fue uno de los jugadores destacados, promediando 10,7 puntos y 7,2 rebotes por partido.
Tras un breve paso por la Chinese Basketball Association, fichó por el Antalya BB de la liga turca, donde jugó dos temporadas, promediando 12,7 puntos y 6,6 rebotes en la primera y 11,9 puntos y 7,5 rebotes en la segunda.
En el verano de 2009 jugó en las ligas de Puerto Rico y Ven ezuela, para posteriormente probar en varios equipos europeos, fichando finalmente por el Krasnye Krylya Samara ruso, donde jugó una temporada en la que promedió 11,5 puntos y 7,6 rebotes en el EuroChallenge.
En 2010 comenzó su carrera en el sudeste asiático, que ya había tenido un anticipo en 2007 con su paso por el Daegu Orions coreano. Fichó por los Foshan Dralions de la CBA, donde jugó una temporada en la que promedió 19,8 puntos y 10,7 rebotes por partido. De ahí marchó a la liga de Filipinas, país que había conseguido su nacionalización dos años antes, lo que le permitió jugar además con la selección nacional. Jugó allí hasta 2015.
En enero de 2017 fichó por los Hanoi Buffaloes de Vietnam.

## Selección nacional
Douthit adquirió la ciudadanía filipina luego de acordar su incorporación a la selección nacional de ese país en 2010. Los primeros torneos que jugó con el equipo fueron el MVP Invitational Championship y la Copa William Jones.
Posteriormente jugaría en dos ediciones del Campeonato FIBA Asia (2011 y 2013), y en la Copa FIBA Asia 2014, además de representar a los filipinos en el Campeonato SEABA en varias ocasiones y de ganar la medalla de oro en los torneos de baloncesto masculino de los Juegos del Sudeste Asiático de 2011 y 2013.